# عین دره
عین دره (به عربی: عین درة) یک روستا در سوریه است که در استان ریف دمشق واقع شده‌است. عین دره ۶۳ نفر جمعیت دارد.